# JScript
JScript è l'implementazione Microsoft di ECMAScript, è possibile che venga eseguito da ogni applicazione che supporta gli Script di Windows, come Internet Explorer, ASP e WSH.
È meno conosciuto di VBScript quando viene impiegato come sostituto dello scripting di batch, ma è utilizzato globalmente nelle pagine HTML, in quanto VBScript è supportato solo dal browser Internet Explorer.
La versione più recente di JScript è JScript .NET, basato sulla versione 4 di ECMAScript. JScript .NET può essere interpretato dalla piattaforma .NET.

## Versioni
Essendo JScript l'equivalente Microsoft di JavaScript, ha dei punti in comune con quest'ultimo, ma spesso si sono rivelati dei problemi di compatibilità che hanno reso molto difficile la costruzione di pagine cross browser. L'ultima release di JScript, la 5.7, equivale alla versione 1.5 di JavaScript, portata avanti dal 1991 senza dei sensibili miglioramenti. Per questo motivo il motore JScript può considerarsi abbastanza arretrato rispetto alle altre implementazioni di ECMAScript.
| Versione | Data          | Introdotto con                               | JavaScript |
| -------- | ------------- | -------------------------------------------- | ---------- |
| 1.0      | agosto 1996   | Internet Explorer 3.0                        | 1.0        |
| 2.0      | gennaio 1997  | Windows IIS 3.0                              | 1.1        |
| 3.0      | ottobre 1997  | Internet Explorer 4.0                        | 1.3        |
| 4.0      |               | Visual Studio 6.0 (parte di Visual InterDev) |            |
| 5.0      | marzo 1999    | Internet Explorer 5.0                        | 1.5        |
| 5.1      |               | Internet Explorer 5.01                       | 1.5        |
| 5.5      | luglio 2000   | Internet Explorer 5.5                        | 1.5        |
| 5.6      | ottobre 2001  | Internet Explorer 6.0                        | 1.5        |
| 5.7      | novembre 2006 | Internet Explorer 7.0                        | 1.5        |

### JScript .NET
JScript .NET è una implementazione del framework .NET di Jscript, è un linguaggio CLS ed eredita tutte le sue interessanti caratteristiche, ma manca di diverse funzioni della versione originale di Jscript, e per questo diventa inappropriato per situazioni.
JScript .NET può essere utilizzato nelle pagine ASP .NET, ma non è supportato nell'IDE di Visual Studio .NET.
| Versione | Data      | Introdotto con               |
| -------- | --------- | ---------------------------- |
| 7.0      | 2000-7-11 | Microsoft .NET Framework 1.0 |
| 7.1      | ?         | Microsoft .NET Framework 1.1 |
| 8.0      | ?         | Microsoft .NET Framework 2.0 |

JScript .NET non è supportato nel .NET Compact Framework.
JScript .NET è un prodotto separato da JScript, ed ha uno sviluppo indipendente da quest'ultimo. Contrariamente, essendo un prodotto .NET, dipende dagli altri linguaggi di questa famiglia come C#, VB.NET e J#.
Il Framework .NET 3.0 non include una nuova versione di JScript.